# Mustafa Al-Bassas
Mustafa Mahdi Al-Bassas (in arabo مصطفى مهدي البصاص‎?; 2 giugno 1993) è un calciatore saudita, centrocampista attualmente svincolato.

## Carriera

### Club
Ha sempre giocato nel campionato saudita.

### Nazionale
Nel 2011 ha partecipato ai Mondiali Under-20.
Ha esordito in nazionale nel 2013, partecipando anche alla Coppa d'Asia del 2015.